# ماثيو موليغان
ماثيو موليغان (بالإنجليزية: Matthew Mulligan)‏ هو لاعب كرة قدم أمريكية أمريكي، ولد في 18 يناير 1985 في بانجور في الولايات المتحدة.

## وصلات خارجية
- ماثيو موليغان على موقع مرجع كرة القدم المحترفة.كوم (الإنجليزية)